# 트럭군

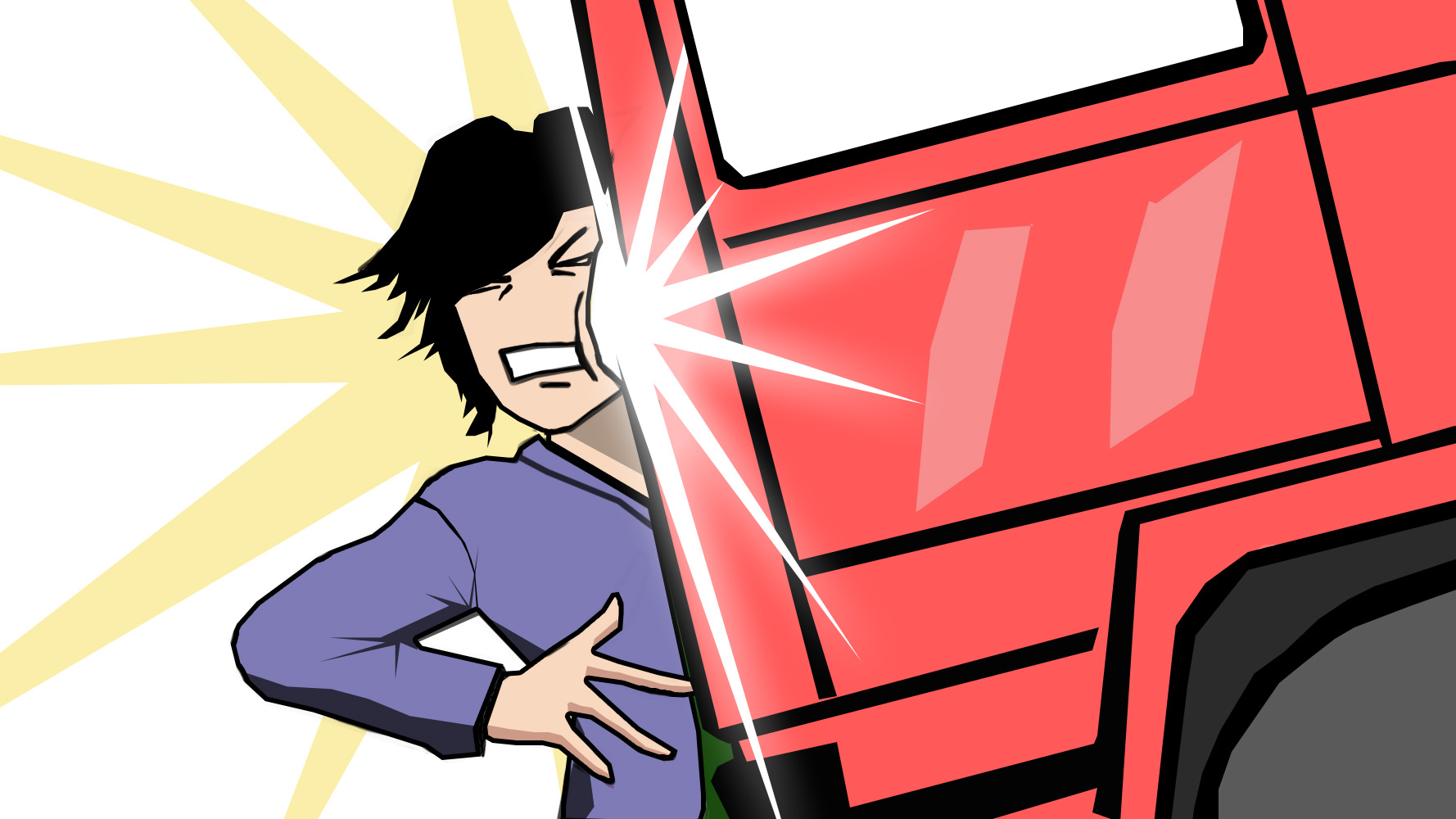
이세계 장르에서는 트럭에 치여 죽음으로써 새로운 세계로 보내지는 발상이 흔해져 밈이 되었다.

트럭군(Truck-kun, トラックくん)은 애니메이션, 만화, 라이트 노벨의 이세계 장르에서 흔히 사용되는 전형적인 밈으로, 등장인물이 다른 세계로 이동하게 되는 것을 가리킨다. 일반적으로 이세계 애니메이션이나 만화의 주인공들은 죽은 후 환생하는 등 다양한 방법을 통해 이 세계로 보내지지만, 최근 많은 이세계 작품에서는 트럭에 치여 죽음을 맞이하며 다른 세계로 이동하는 등장인물들을 그리고 있다. 여러 이세계 작품에서 이러한 방식을 등장인물의 죽음 수단으로 사용한 후, "트럭근"이라는 이름의 캐릭터가 존재한다는 밈이 퍼졌다. 트럭군의 역할은 원래 세계에서 사람들을 죽이고 새로운 세계로 보내는 것이라고 알려져 있다.

## 밈의 기원
이 전형에 대한 논의의 초기 사례로는 2015년 4월 14일 사용자 poloport이 레딧에 올린 "만화 속 트럭 - RE: Marina"라는 제목의 스레드가 있다. 이 게시물에는 만화 RE: Marina의 한 페이지에 주인공 리노스케가 트럭에 치이는 장면이 나온다. 이 캐릭터는 죽지는 않지만, 이 사건으로 인해 이야기 속 주요 등장인물들이 함께하게 된다. 이 게시물 이후 트럭이 만화 주인공들을 들이받는 장면을 지적하는 게시물이 이어졌으며, 이세계 만화가 많은 비중을 차지했다.
2017년, 한 애니메이션 팬이 이세계 주인공들의 사망 원인 목록을 작성했는데, 2018년에 업데이트되었다. 이 연구에서 "트럭에 의한 교통사고"는 37건으로 3위를 차지했으며, 일반 교통사고는 38건으로 2위, 원인불명은 102건으로 1위를 차지했다.

## 이후 전개
이후 평론가들은 여러 시리즈에서 "트럭군"의 등장을 기록했다. 여기에는 저, 능력은 평균치로 해달라고 말했잖아요!, 무직전생, 어둠의 실력자가 되고 싶어서!, 좀비랜드 사가 및 현자의 손자 등이 포함된다. 또한 이 멋진 세계에 축복을!처럼 줄거리 장치에 대한 대안 버전과 패러디도 있다. 이 작품에서 주인공 카즈마 사토는 트럭이라고 생각하는 것에 치일 뻔한 사람을 구하려다가 충격으로 사망하지만, 나중에 구하려던 사람에게 전혀 위험하지 않은 느린 트랙터였음이 밝혀진다. 이 아이디어를 가장 직접적으로 언급하는 시리즈는 트럭군을 주연으로 하는 만화 이세계 트랜스포터이다.

## 밈에 대한 반응
밈이 생성된 이후, 사람들은 초기 시리즈를 다시 살펴보며 애니메이션과 만화에서 자동차 사고의 다른 용도를 찾았다. 예를 들어 데즈카 오사무의 SF 만화 우주소년 아톰에서는 이야기 초반에 토비오 텐마가 자동차 사고로 사망하고, 그의 아버지가 그의 모습을 본떠 로봇 아톰을 만든다. 또한 애니메이션 시리즈 요술공주 밍키에서는 밍키가 힘을 잃고 시리즈 후반에 트럭에 치여 사망한 후 아기로 환생한다.